# The Chaos Engine
The Chaos Engine è un videogioco sparatutto sviluppato dai The Bitmap Brothers e pubblicato dalla Renegade Software nel 1993. Venne inizialmente prodotto per Amiga, in seguito ne venne pubblicata una versione per le macchine dotate di chipset AGA. Ne venne eseguito il porting per MS-DOS, Super Nintendo Entertainment System, Atari ST, Amiga CD32, RISC OS e Sega Mega Drive. La versione per il mercato statunitense venne rinominata Soldiers of Fortune e il protagonista, che era un prete, fu rinominato e divenne lo scienziato. Il videogioco ebbe un seguito The Chaos Engine 2 pubblicato nel 1996.

## Ambientazione
L'ambientazione del videogioco prende spunto da La macchina della realtà, un racconto di William Gibson che narra un mondo alternativo. Baron Fortesque, un grande scienziato, ha successo nell'impresa fallita da Charles Babbage, ovvero lo sviluppo di una macchina a vapore in grado di eseguire operazioni come un computer. Questa macchina, chiamata Chaos Engine, inizia a evolvere senza controllo e ad assimilare il suo creatore. La macchina inizia a difendersi dagli attacchi e scaraventa il Regno Unito nel caos. Per evitare il collasso del paese, un gruppo di mercenari vengono assoldati per penetrare nella Chaos Engine ed eliminare il problema alla radice.